# Cărpiniș (Timiș)

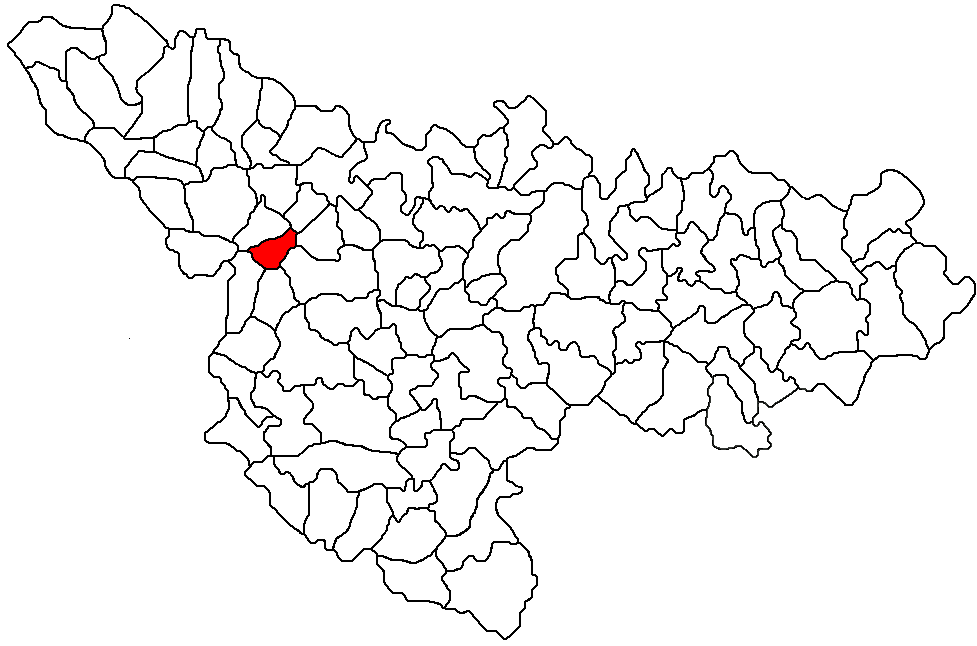
Lage der Gemeinde Cărpiniș im Kreis Timiș

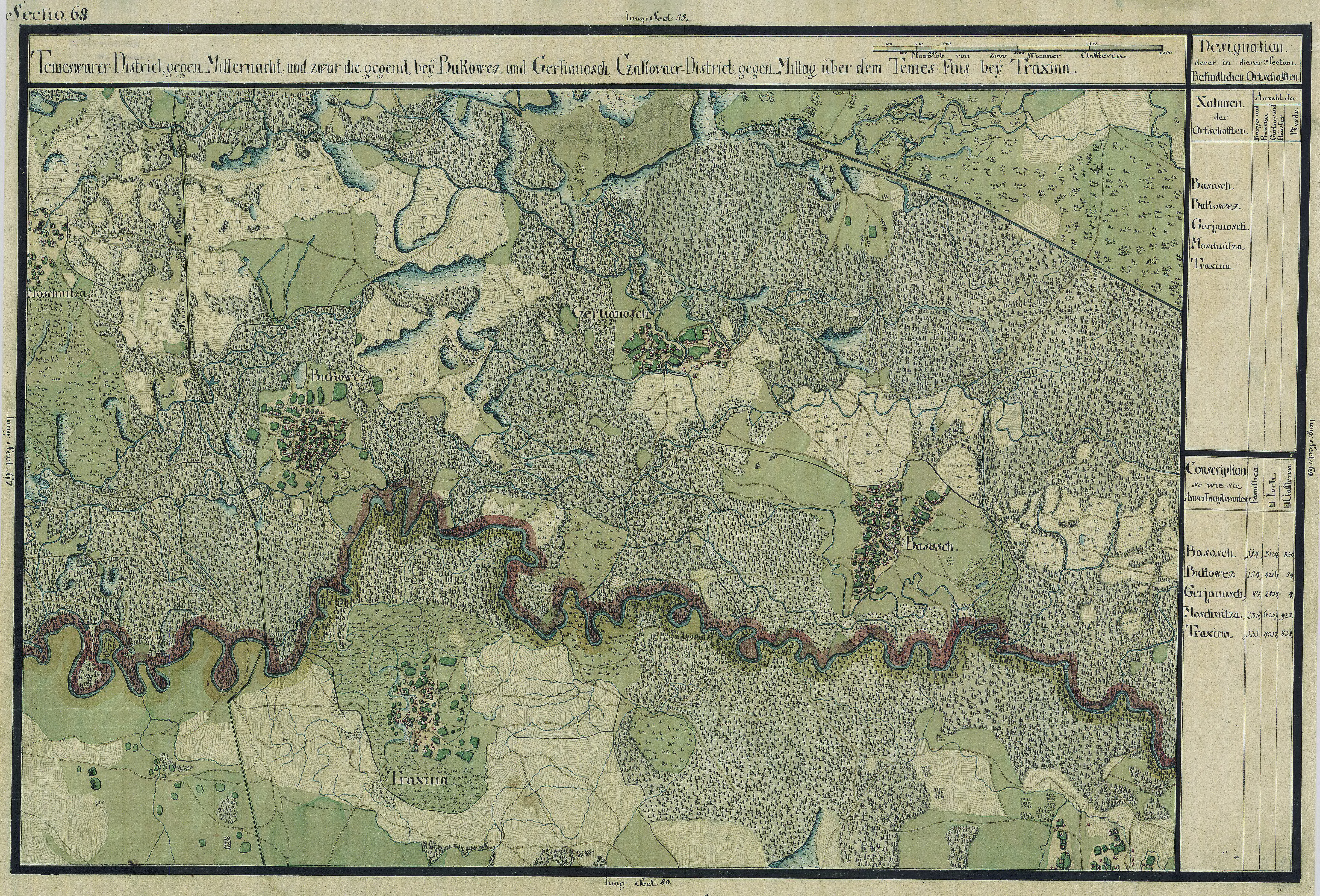
Cărpiniș auf der Josephinischen Landaufnahme (1769–1772)

Cărpiniș [kərpiˈniʃ] (deutsch Gertianosch oder Gertjanosch, ungarisch Gyertyámos) ist eine Gemeinde im Kreis Timiș, in der Region Banat, im Südwesten Rumäniens.

## Lage
Cărpiniș befindet sich an der Nationalstraße DN59A, 28 km von Timișoara und 15 km von Jimbolia entfernt. Die Ortschaft liegt an der Bahnstrecke Timișoara–Jimbolia und ist Ausgangspunkt der Strecke Cărpiniș–Ionel.

## Nachbarorte
| Lenauheim | Iecea Mare                                  | Iecea Mică    |
| Jimbolia  | Kompassrose, die auf Nachbargemeinden zeigt | Beregsău Mare |
| Checea    | Cenei                                       | Beregsău Mic  |

## Geschichte
Der Ort wurde 1387 erstmals schriftlich erwähnt. 1761 war der Ort von Rumänen bewohnt. 1766 ordnete die k.u.k. Landesadministration eine Zwangsumsiedlung der Bewohner nach Dobin an. Doch diese beantragten schon 1779 ihre Heimkehr, was von Wien genehmigt wurde. 1781 löste sich die rumänische Siedlung in Dobin auf.
Am 2. Juli 1781 erhielten 18 deutsche Familien aus Hatzfeld von der Wiener Hofkammer die Niederlassungserlaubnis für Dobin. Ihnen folgten Siedler aus Groß- und Kleinjetscha, Beschenowa, Bogarosch, Lenauheim, Triebswetter, Billed und Ostern. Im Oktober 1784 kamen 66 deutsche Siedlerfamilien aus Lothringen, Unterfranken, Luxemburg, Trier, Mainz, Bayern, Böhmen, Franken, Schwaben, Nassau und Oberschlesien hinzu. Die amtliche Ortsbezeichnung war Gertianosch.
Nach dem Österreichisch-Ungarischen Ausgleich (1867) wurde das Banat dem Königreich Ungarn innerhalb der Doppelmonarchie Österreich-Ungarn angegliedert.
Anfang des 20. Jahrhunderts fand das Gesetz zur Magyarisierung der Ortsnamen (Ga. 4/1898) Anwendung. Der amtliche Ortsname war Gyertyámos. Er blieb bis zur Verwaltungsreform von 1923 im Königreich Rumänien gültig, als Cărpiniș infolge des Vertrags von Trianon an das Königreich Rumänien fiel.

### Erster Weltkrieg
Im Ersten Weltkrieg (1914–1918) waren 419 gertianoscher Soldaten. Ihnen zu Ehren wurde auf dem Gemeindefriedhof das Kriegerdenkmal errichtet. Nachdem 1918 die Serben die Herrschaft im Banat übernahmen, blieb Cărpiniș 1919 kurze Zeit Niemandsland. Mit der Unterzeichnung des Friedensvertrags von Trianon wurde die Gemeinde eine Grenzstation zwischen Großrumänien und Jugoslawien. Am 17. August 1924 erhielt Rumänien im Tausch gegen Módos und Pardany die Großgemeinde Hatzfeld; die Grenze wurde nach Westen verlegt, so dass Cărpiniș an Rumänien fiel.

### Zweiter Weltkrieg
72 Männer aus Gertianosch fielen im Zweiten Weltkrieg, blieben vermisst oder starben im Lazarett. Auf der Flucht im September 1944 erschossen serbische Partisanen 28 sich auf der Flucht befindende gertianosche Männer. Weitere Kriegsfolgen waren die Zwangsarbeit in der Sowjetunion, die Kriegsgefangenschaft, die Enteignung 1945 und die Verschleppung in die Bărăgansteppe. Rumänische Kolonisten aus Bessarabien, aus der Dobrudscha sowie der Moldau kamen nach Gertianosch, wo sie die Häuser, den Boden und die dazugehörenden Produktionsmittel in Besitz nahmen. Als Folge setzte die Aussiedlung im Rahmen der Familienzusammenführung ein. Dieser Prozess ist gegenwärtig für Gertianosch abgeschlossen. Cărpiniș ist heute ein rumänisches Dorf.

## Wirtschaft

### Landwirtschaft
Lebensgrundlage für die Mehrheit der Bewohner von Gertianosch war bis zur Enteignung (1945) die Landwirtschaft, besonders der Ackerbau. Die Viehzucht war dem Eigenbedarf untergeordnet; eine Ausnahme bildeten die Schweinezucht und begrenzt die Hühnerzucht. Schweine wurden nach Temeswar und Wien, Hühner und Eier nach Italien geliefert. Mit Erfolg versuchten sich auch einige Gertianoscher in der Bienen- und Seidenraupenzucht. Die Seidenraupenzüchter lieferten 850 kg Kokons (im Jahr 1922) und 156 Bienenvölker erzeugten (1934) 2340 kg Honig.

### Gewerbe
1935 gab es bereits 33 gewerbliche Zweige in Gertianosch. Im selben Jahr machten in Gertianosch 21 Lehrlinge und 30 Gesellen eine handwerkliche Ausbildung.

### Industrie
Im 19. Jahrhundert entstanden in Gertianosch industrielle Unternehmen, die landwirtschaftliche Erzeugnisse und Tonerde verarbeiteten. 1854 wurden drei Ziegeleien errichtet: die "Große Ziegelei" von Christian Kloß, die "Kleine Ziegelei" von Michael Röser und eine dritte von der Gemeinde. Die ersten zwei kaufte nach dem Ersten Weltkrieg die Familie Petö aus Billed. Ihre Erzeugnisse, Mauer- und Dachziegel bester Qualität, waren in ganz Rumänien gefragt. Am 10. August 1881 war die Windmühle fertiggestellt. Zwei Ölmühlen verarbeiteten Raps, Sonnenblumen- und Kürbiskerne, Hanf- und Leinsamen. Hinzu kamen mehrere Schrotmühlen. Andere industrielle Unternehmen waren: eine Rollvorhangfabrik, eine Essigfabrik, Branntweinbetriebe, Milchgenossenschaften, Käsereien und Metzgereien.

### Handel
Mit dem Bau der Bahnlinie Szegedin-Temeswar im September 1857 begannen sich in Gertianosch einige Zweige des Großhandels zu entwickeln; besonders der Getreidehandel nahm großen Aufschwung. Die Holzhandlungen führten auch Eisenwaren, Kalk und Baustoffe. Dem wirtschaftlichen Aufschwung folgten auch moderne öffentlich-rechtliche und genossenschaftliche Kreditinstitutionen: Sparkassen, Raiffeisen-Genossenschaft, Spar- und Vorschussverein, Landwirtschaftliche Kreditgenossenschaft.

### Dienstleistungen
12 Geschäfte führten Gemischt- und Schnittwaren, 10 Gaststätten sorgten für das leibliche Wohl. Ferner gab es in Gertianosch ein Postamt, einen Arzt, eine Hebamme, einen Apotheker.

## Kulturleben

### Schule
Schon 1781 unterrichtete Johann Fuhrmann 18 Schüler in seinem Haus. Johann Müller wurde 1788 als erster ausgebildeter Lehrer von der Gemeinde beauftragt, 115 Schüler zu unterrichten. Im Schuljahr 1884/1885 besuchten 589 Schüler den Unterricht. 1888 wurde der Kindergarten eingerichtet. Gertianosch beteiligte sich 1924 mit 2.000.000 Lei bei der "Banatia Hausbau AG".

### Vereine
Etwa 28 Vereine und Körperschaften, der Gesangsverein, der Bauernverein, der Handels- und Gewerbeverein, der Mädchenkranz, der Feuerwehrverein, der Sportverein, die Musikkapelle, wirkten zwischen 1869 und 1944 in Gertianosch. Die Gründung des "Deutschen Banater Sängerbundes" erfolgte auf eine Initiative des Gertianoscher Gesangvereins. Gemeindepfarrer Otto Dittrich war sein erster Leiter und danach Ehrenobmann. Der Sitz des Vorstandes befand sich bis 1931 in Gertianosch.

## Persönlichkeiten
- Otto Dittrich (1884–1927), Pfarrer, Mitbegründer des Banater Deutschen Sängerbundes[4]
- Matthias Hoffmann (1891–1957), Lokalforscher, Erster Vorsitzender der Landsmannschaft der Banater Schwaben aus Rumänien in Deutschland
- Michael Mettler (1913–1989), Pädagoge, Lokalforscher[4]
- Peter Potye (1925–2022), Zeitzeuge, Initiator des Projektes Hilfe für Gertianosch